# Monviel
Monviel é uma comuna francesa na região administrativa da Nova Aquitânia, no departamento Lot-et-Garonne. Estende-se por uma área de 6,43 quilômetros quadrados. Em 2010 a comuna tinha 80 habitantes (densidade: 12,4 hab./km²).